# One Click Charity Donation
Als One Click Charity Donation (Wohltätigkeits-Spendenklick) bezeichnet man das von Sponsoren ermöglichte Angebot, durch einen kostenlosen Mausklick auf eine bestimmte Internetseite (englisch: Free Donation Site oder Click-to-Donate-Website) für einen wohltätigen Zweck zu spenden. Eine allgemein gebräuchliche deutschsprachige Bezeichnung für dieses vor allem in den USA beliebte Phänomen der Internetkultur existiert noch nicht.
Sponsoren zahlen vor allem aus zwei Gründen für jeden Besuch der betreffenden Spendenseite einen kleinen Geldbetrag:
- Sie bauen darauf, dass wenigstens ein kleiner Teil der Seitenbesucher auf eines ihrer Werbebanner klickt.
- Sie unterstützen karitativ ein Anliegen in einem Ausmaß, das sich quantitativ nach dem Zuspruch der Seitenbesucher bemisst.

## GreaterGood
Das amerikanische Greatergood Programm besteht aus einer Reihe selbstständiger Projekte, für die man jeweils mit einem „Klick“ kostenlos spenden kann. Das Klicken ist kostenlos und täglich mehrmals möglich. Hiermit kann man unterschiedliche Projekte unterstützen, z. B. den Schutz des Regenwaldes, Futter für Tiere oder Essen für Arme.
Nach eigenen Angaben wurden damit seit Beginn des Projekts 70 Millionen Dollar für wohltätige Zwecke gesammelt.

## Thehungersite.com
Am bekanntesten ist die von dem Computerprogrammierer John Breen 1999 gegründete Website TheHungerSite.com, die bereits im ersten Jahr Erfolg hatte. 2000 gab die Hungersite ihren Not-for-profit-Status auf. Aufgrund ausbleibender Zahlungen entschloss sich die UNO-Welthungerhilfe (World Food Programme), die Zusammenarbeit zu beenden. Begründet wurde dies damit, dass von den 371.000 Dollar, die von Juli bis September 2000 von der Betreiberfirma GreaterGood.com eingesammelt wurden, nur 200.000 an das UN-Programm abgeführt wurden.
2001 ging GreaterGood.com wie andere Internetfirmen bankrott und die Seite für einige Wochen vom Netz. Die Domäne Hungersite.com wurde von den sich als Umweltaktivisten bezeichnenden Tim Kunin und Greg Hesterberg aufgekauft. Seit dem Kauf der Seite geht die Ausschüttung für die Bannerwerbungs-Einkünfte an zwei angesehene US-Hilfsorganisationen, die sich dem Kampf gegen den Hunger verschrieben haben. Die weltweit agierende Organisation Mercy Corps erhält davon 70 Prozent, America's Second Harvest, die US-Bürger unterstützt, 30 Prozent. Zur Hungersite gehören auch weitere von den beiden Eigentümern nach dem gleichen Prinzip betriebene Seiten (z. B. die Rainforest Site oder die Breast Cancer Site), als Dachgesellschaft fungiert CharityUSA.com mit Sitz in Seattle. Es handelt sich bei ihr nicht um eine registrierte charity-Organisation, sondern um eine Gesellschaft mit beschränkter Haftung.
Bei der Hungersite handelt es sich nach eigenen Angaben mit 3,5 Millionen Besuchern im Monat um eine der meistbesuchten Internetseiten. Der Google-PageRank der Hungersite-Homepage liegt mit 8 (von möglichen 10) auf gleicher Höhe wie der der Spiegel-Online-Homepage oder der deutschsprachigen Wikipedia-Startseite (Stand: Juni 2005).
Die Hungersite gehört keiner Nonprofit-Organisation, sondern einem kommerziellen Unternehmen. Es ist nicht bekannt, welcher Teil der aktuellen Gesamteinkünfte aus der Hungersite tatsächlich an die wohltätigen Organisationen abgeführt wird. Auf den jeweiligen FAQ-Seiten vermeidet es die Firma, genaue Angaben über die konkreten Summen zu machen, die gespendet werden. Man erfährt nicht, welchen Betrag die Gesellschaft für eine Mahlzeit (cup of food) oder, bei der Literacy Site, für ein Kinderbuch ansetzt.
Einem Interview mit CEO Tim Kunin im Februar 2004, dessen Auskünfte sehr vage gehalten sind, zufolge hat das Unternehmen The Hungersite 15 Prozent seiner Bruttoeinkünfte an Hilfsorganisationen abgeführt. Dies stimmt mit der Angabe auf der Hungersite überein, wonach 15 Prozent der Einkünfte aus GreaterGood.com gespendet werden.
Nach Angaben der Hungersite haben die Besucher 2004 mit 39 Millionen Klicks 45 Millionen Mahlzeiten für Hungernde gespendet. Setzt man 0,02 US-Dollar an (Stand 2000 nach worldlegacy.org), so ergibt dies einen Betrag von 900.000 Dollar. Wenn Mercy Corps 70 Prozent davon erhält und – nach den Zahlen von 2003 – Gesamteinnahmen von über 116 Mio. Dollar jährlich verbucht, so bedeutet das, dass die Hungersite nur ungefähr 0,5 Prozent zu den Einnahmen beisteuert. Dass diese Rechnung bei der Ansetzung der Mahlzeit fehlerhaft ist, zeigt der Jahresbericht 2004 von America's Second Harvest (ASH), wonach CharityUSA zwischen 50.000 und 99.000 Dollar gespendet hat, was bei dem dreißigprozentigen Anteil dieser Organisation auf ein Gesamtaufkommen zwischen 167.000 und 330.000 Dollar führt. Der Durchschnittswert 250.000 würde bedeuten, dass CharityUS 0,05 Prozent zu den Gesamteinnahmen von ASH beiträgt.

## Weitere Anbieter
Im deutschsprachigen Bereich hat die Waldseite von Pro REGENWALD, die Mitte April 2001 online ging, das Prinzip übernommen. Bis zum 16. Juni 2005 zählte sie 750.176 Klicks, die 41.624,44 Euro für die Erhaltung der tropischen Regenwälder einbrachten.
Da ab dem 22. März 2005 die (nicht mehr existierende) Seite aquaplastics.org bis zum Juni mehr als 2 Millionen Mal angeklickt wurde, spendete die Kunststoff-Industrie in Europa der internationalen Hilfsorganisation WaterAid für ein Wasserprojekt in Äthiopien 200.000 Euro.
Verschiedene Portale ermöglichen es, mehreren Spendenseiten durch einen einzigen Klick zu spenden. Es ist allerdings für Besucher nicht ohne weiteres zu erkennen, ob die Spende tatsächlich wirksam wird, da auf solchen Meta-Seiten auch nicht mehr existente Spendenmöglichkeiten erscheinen können. Es gibt auch unseriöse Spendenseiten.
Mit kostenfreien Spendenseiten häufig verbunden sind Seiten, die auf kommerzielle Internetseiten weiterleiten und die Provision für dort getätigte Einkäufe (oder Gratisbestellungen) ganz oder teilweise Wohltätigkeitsorganisationen zukommen lassen.